# تونی بازبی
تونی بازبی (انگلیسی: Tony Buzbee؛ زادهٔ ۱۹۶۸ (۵۶–۵۷ سال)) یک وکیل و شخصیت سیاسی آمریکایی است. در سال ۲۰۱۹، بازبی برای شهرداری هیوستون، تگزاس نامزد شد، اما از سیلوستر ترنر، شهردار فعلی، شکست خورد. او همچنین در سال ۲۰۲۳ برای شورای شهر هوستون نامزد شد، اما از مری نان هافمن، رئیس فعلی، شکست خورد.

## در ارتباط بااتهام‌های سوء رفتار جنسی شان کمبز

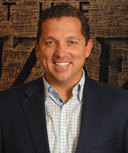
تونی بازبی

در اوایل ماه اکتبر ۲۰۲۴، تونی بازبی، وکیل مستقر در تگزاس، در یک کنفرانس مطبوعاتی فاش کرد که وکالت ۱۲۰ متهمی را بر عهده دارد که ادعا می‌کنند در طول دو دهه سوء رفتار علیه کمبز داشته‌اند. «ما اشخاصی را که این رفتار را در پشت درهای بسته فعال کردند، افشا خواهیم کرد. ما این موضوع را بدون توجه به اینکه چه اشخاصی در آن دخیل هستند، پیگیری خواهیم کرد.»
تونی بازبی در پیش نمایش خود از شکایت‌های آینده گفت: «افراد قدرتمند بسیاری … و بسیاری از اسرار کثیف» در این پرونده مطرح خواهند شد. او افزود که تیمش «تصاویر، ویدئو، متن‌ها» را جمع‌آوری کرده است.